# Monteriggioni
Monteriggioni är en kommun i provinsen Siena i den italienska regionen Toscana. Kommunen hade 10 033 invånare (2018) och gränsar till kommunerna Casole d'Elsa, Castellina in Chianti, Castelnuovo Berardenga, Colle di Val d'Elsa, Poggibonsi, Siena och Sovicille. Staden är arkitektoniskt och kulturellt betydelsefull.
Staden förekommer i tv-spelet Assassin's Creed II och även i uppföljaren Assassin's Creed Brotherhood.